# ClubAir

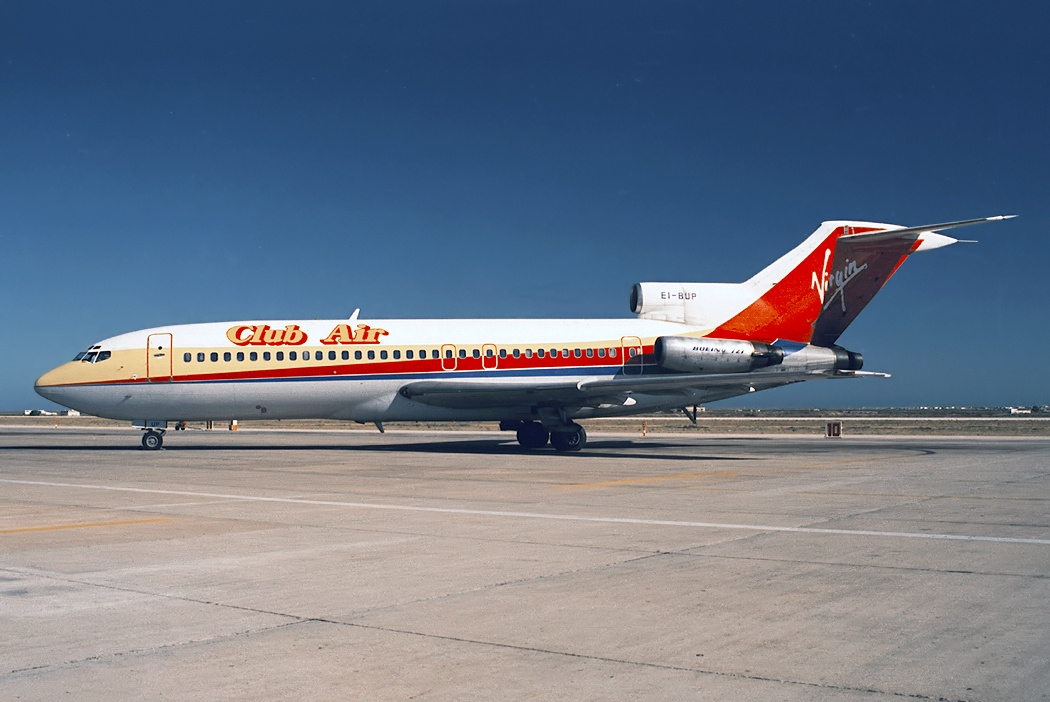
Boeing 727-46 van Club Air

Club Air was een luchtvaartmaatschappij met als thuishaven Milaan in Italië. Zij leverde binnen- en buitenlandse vluchten naar Albanië, België, Frankrijk, Kosovo, Moldavië en Roemenië. Zij werd in oktober 2002 opgezet en had een hub op Villafranca International Airport (VRN) in Verona.
Vanaf december 2006 kampte de maatschappij met financiële problemen, die er uiteindelijk toe leidden dat de Italiaanse rechter op 10 juni 2009 het faillissement van de maatschappij uitsprak.

## Code Data
- IATA Code: 6P

## Diensten
Club Air leverde de volgende diensten (september 2005):
- Ancona naar Boekarest, Oradea en Timisoara
- Bari naar Boekarest, Florence en Parijs (Charles de Gaulle)
- Bologna naar Boekarest en Cluj
- Florence naar Bari, Boekarest en Tirana
- Parma naar Brussel
- Rome naar Prishtina
- Verona naar Bacau, Brussel, Boekarest, Chisinau, Cluj, Oradea, Prishtina, Timisoara en Tirana

## Luchtvloot
De luchtvloot van Club Air bestond uit (februari 2005):
- 5 BAe 146-200's